# DeLisle Stewart
DeLisle Stewart (Wabasha, 16 marzo 1870 – Contea di Hamilton, 8 febbraio 1941) è stato un astronomo statunitense.
Studiò astronomia al Carleton College di Northfield in Minnesota sotto gli insegnamenti di William Wallace Payne. Nel 1896 iniziò a lavorare all'osservatorio Harvard sotto la direzione di Edward Charles Pickering. Dal 1898 venne assegnato alla stazione di Arequipa in Perù. Scoprì numerose nebulose e galassie che vennero incluse nell'IC II del 1908. Dal 1901 lavorò all'osservatorio di Cincinnati. Nel 1910 fondò la Cincinnati Astronomical Society di cui rimase presidente fino alla morte.
Il Minor Planet Center gli accredita la scoperta dell'asteroide 475 Ocllo effettuata il 14 agosto 1901.